# 太刀持

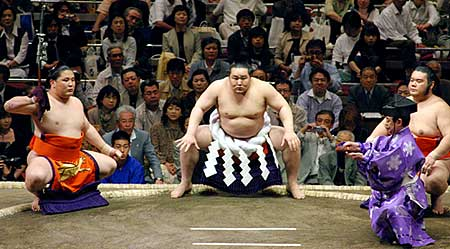
橫綱（中）進入土俵的儀式，左方為太刀持、右後方為露拂（露払い）

太刀持（日语：／ Tachimochi */?），是日本大相撲比賽每天開始前，與橫綱一起進行入土俵儀式的隨從力士，在儀式上，他會尾隨橫綱右手持太刀，在土俵中蹲在橫綱右方，完成入土俵儀式後尾隨橫綱離開，比賽正式開始。
負責太刀持的力士必須是幕內級，如果可能，一般選同一相撲部屋的師弟，如果沒有適當的人選，就選同一門部屋的力士。
一般情況下大關級力士不會主持太刀持這儀式，除了一位新橫綱在明治神宮進行第一次入土俵奉納儀式，而橫綱則只會在還曆土俵入才會負責太刀持。
在二戰前主持這儀式是用真的太刀，戰後則只用仿造品代替。